# Касира
Касира (исп. Casira) — посёлок в Аргентине. Входит в состав департамента Санта-Каталина и провинции Жужуй.
Численность населения — 176 жителей (2010).

## Расположение
Посёлок расположен на границе с Боливией.

## Экономика
Отличительной особенностью этого посёлка является то, что жители почти целиком посвящены гончарному делу, используя методы предков для производства изделии, которые продаются на месте или на ярмарках.
Касира считается «столицей Керамики».
В нём есть католический храм, школа и общежитие.

## История
В 1942 году деревня была разделена на две части: аргентинскую и боливийскую.

## Транспорт
- Автомагистрали
  - RP76 — Санта-Каталина - Сьенегильяс

Расстояние по автодороге:
- до адм.центра департамента города Санта-Каталина - 20 км,
- до адм.центра  провинции города Сан-Сальвадор-де-Жужуй - 317 км.

## Демография
По данным национального института статистики и переписи населения численность населения города составляла:
| Население чел.(1991) | Население чел.(2001) | Население чел.(2010) | мужское чел.(2010) | женское чел.(2010) | Динамика изменения в % (2001 → 2010) |
| -------------------- | -------------------- | -------------------- | ------------------ | ------------------ | ------------------------------------ |
| 158                  | 109                  | 176                  | 86                 | 90                 | ▲5.5                                 |